# Melasina melas
Melasina melas är en fjärilsart som beskrevs av Jean Baptiste Boisduval 1840. Melasina melas ingår i släktet Melasina och familjen säckspinnare. Inga underarter finns listade i Catalogue of Life.